# Roodstuitdoornsnavel
De roodstuitdoornsnavel (Acanthiza apicalis) is een vogel uit de familie Acanthizidae (Australische zangers).

## Kenmerken
De roodstuitdoornsnavel is een kleine, insect-etende vogel met een maximale grootte van rond de 11 centimeter. Tussen het mannelijk en vrouwelijk geslacht zit wat betreft het uiterlijk nauwelijks verschil; de mannetjes zijn wel iets groter.
De vogel wordt vaak verward met een andere vogel uit zijn geslacht, de bruine doornsnavel, omdat ze dezelfde kleuren hebben.

## Voortplanting
De vogels broeden van juli tot en met december. De vrouwtjes leggen per keer gemiddeld drie eieren, met een broedtijd van ongeveer 19 dagen. De kuikens verlaten het nest na 17 dagen.

## Verspreiding en leefwijze
Het dier is te vinden in een groot deel van Australië. Zijn natuurlijke habitat is voornamelijk subtropisch of tropisch bos, maar de vogel wordt ook aangetroffen in savannegebieden en scrubland. Er zijn vier ondersoorten:
- A. a. cinerascens: het oostelijke deel van Centraal-Australië.
- A. a. whitlocki: westelijk en centraal Australië.
- A. a. apicalis: van zuidwestelijk tot het zuidelijke deel van Centraal-Australië.
- A. a. albiventris: zuidoostelijk Australië.

## Status
De grootte van de populatie is niet gekwantificeerd maar de soort wordt omschreven als algemeen. Op de Rode lijst van de IUCN heeft deze soort de status niet bedreigd.